# Mehdi Terki
Mehdi Terki (sinh 27 tháng 9 năm 1991) là một cầu thủ bóng đá Algérie thi đấu cho Lokeren.